# Truncatoflabellum vigintifarium
Truncatoflabellum vigintifarium is een rifkoralensoort uit de familie van de Flabellidae. De wetenschappelijke naam van de soort is voor het eerst geldig gepubliceerd in 1999 door Cairns.